# Push (Lenny Kravitz)
Push è un brano musicale  del cantante statunitense Lenny Kravitz, estratto come secondo singolo che proviene dal suo album Black and White America ed è stato pubblicato il 21 ottobre 2011.

## Il brano
Il brano è entrato nella rotazione radiofonica il 21 ottobre 2011, ed è stato reso disponibile per il download in Italia, Regno Unito, Canada e negli Stati Uniti a partire dal 5 novembre 2011. Il brano è una sorta di ballata guidata dal pianoforte e supportata da strumenti come l'organo e i fiati utilizzati per dare solarità al brano e creare un'atmosfera quasi religiosa.

## Video
Il video musicale prodotto per Push è stato reso disponibile sul canale ufficiale YouTube del cantante il 3 dicembre 2011. Nel video, Lenny Kravitz interpreta se stesso che suona un pianoforte in vari luoghi durante i suoi concerti. In altre scene viene ripreso mentre sta vicino alla finestra di una stanza di albergo, oppure in un camper, tra il pubblico di un suo concerto. Il video termina con una scena della fine di un suo concerto mentre saluta il pubblico con un inchino insieme a tutta la sua band. In tutto il video le riprese sono state rese in bianco e nero.

## Tracce
Download digitale
1. Push - 4:23

## Classifiche
| Classifica (2011)                             | Massima posizione |
| --------------------------------------------- | ----------------- |
| U.S. Billboard Bubbling Under Hot 100 Singles | 12                |
| U.S. Billboard Adult Top 40                   | 21                |
| Canadian Hot 100                              | 40                |
| Dutch Top 40                                  | 9                 |
| Italian M&D singles Chart                     | 2                 |
| Sweden Singles Chart                          | 27                |
| Swiss Singles Chart                           | 5                 |
| Austrian Singles Chart                        | 15                |